# Philippe Saive
Philippe Saive (Luik, 2 juli 1971) is een Belgisch voormalig tafeltennisser en politicus.

## Levensloop
De jongste van de broers Saive maakte zijn internationale (senioren)debuut op het WK 1987 in New Delhi, wat zijn eerste van vijftien deelnames aan het mondiale evenement was. Zijn absolute sportieve hoogtepunt was het wereldkampioenschap van 2001 in het Japanse Osaka. Samen met oudere broer Jean-Michel, Andras Podpinka, Martin Bratanov en Marc Closset stootte hij met de Belgische nationale mannenploeg door tot in de finale van het landentoernooi. De wereldtitel bleef uit, omdat Kong Linghui, Wang Liqin, Liu Guoliang, Ma Lin en Liu Guozheng de titel terugvorderden voor China, nadat ze die een jaar eerder moesten afstaan aan Zweden.
Saive kwam in totaal 253 keer uit voor België, waar hij de nationale nummer twee was achter zijn broer. Hij vertegenwoordigde zijn land op onder meer de Olympische Zomerspelen van 1992, 1996 en 2000. Tevens was hij van 1996 tot en met 2006 actief op de ITTF Pro Tour.
In clubverband vertegenwoordigde de jongste Saive onder meer de Belgische recordkampioen La Villette Charleroi en de Duitse Bundesliga-clubs Borussia Düsseldorf, TTC Jülich en TTC Frickenhausen. Met La Villette won hij tweemaal de European Champions League, met Düsseldorf twee keer de European Club Cup of Champions.
De rechtshandige Belg stopte in juni 2008 officieel met competitief tafeltennis.
Naast zijn broer waren ook zijn beide ouders (Jean-Paul Saive en Jeannine Lonay) actief in het tafeltennis.

## Politiek
Bij de gemeenteraadsverkiezingen van 2006 stond Saive op de PS-lijst in Ans. Hij werd verkozen met 476 voorkeursstemmen. Hij werd herverkozen in 2012 en 2018. Sinds 2017 is Saive er schepen van sport, cultuur en toerisme. Saive staat voor PS op de 10e plaats bij de Waalse verkiezingen van 9 juni 2024 in de kieskring Luik.

## Erelijst
Belangrijkste resultaten:
- Verliezend finalist landentoernooi wereldkampioenschappen 2001 (met België)
- Laatste zestien enkelspel WK 1993
- Kwartfinale dubbelspel WK 1995
- Brons WTC-World Team Cup 1994 (met België)
- Kwartfinale enkelspel Europese kampioenschappen 1994 en 2000
- Kwartfinale dubbelspel Europese kampioenschappen 1992